# Cajolá
Cajolá es un municipio perteneciente al departamento de Quetzaltenango, en la República de Guatemala. Tiene una superficie de 36 km². La cabecera municipal está ubicada a una altitud de 2510 m s. n. m. a una distancia de 15 km de la ciudad de Quetzaltenango y a 214 km de la Ciudad de Guatemala. La mayoría de la población tiene el idioma mam como lengua materna aunque también hablan español — que es el idioma oficial de la República— como segunda lengua.

## Toponimia
Muchos de los nombres de los municipios y poblados de Guatemala constan de dos partes: el nombre del santo católico que se venera el día en que fueron fundados y una descripción con raíz náhuatl; esto se debe a que las tropas que invadieron la región en la década de 1520 al mando de Pedro de Alvarado estaban compuestas por soldados españoles y por indígenas tlaxcaltecas y cholultecas. Originalmente el poblado se sallmó Santa Cruz Cajolá, en honor a la Santa Cruz de Cristo; por su parte, se cree que el topónimo «Cajolá» es de origen k'ich'e y que significa «hijos de Agua» en referencia al hecho de que el lugar que ocupaba antiguamente era muy cenagoso; otra versión indica que el topónimo quiere decir «Caja de Agua», porque brotaba agua en un cerro cercano. 

### Toponimia del Cantón «Xetalbiljoj»
El nombre de este cantón se originó porque en un cerro cercano había nidos de cuervos, los cuales recolectaban maíz y lo depositaban entre las cuevas que estaban entre las peñas.  Los vecinos fueron a registrar estas cuevas y sacaron treinta quintales de maíz blanco, amarillo y negro; las aves huyeron al ver destruidas sus cuevas y por esta razón el cerro se llamó «Xetalbiljoj». [cita requerida]

## Demografía
Según el censo de 2018, el municipio de Cajolá tenía 18.452 habitantes, 7.750 hombres y 10.702 mujeres; la población urbana correspondía al 100% de la población. Basado en el censo de ese año, los estudios proyectaban 19.333 habitantes para el año 2022.
La migración laboral a la costa sur de Guatemala tiene un papel importante; cada año aproximadamente dos mil quienientos habitantes por temporada migran a las fincas para recoger las cosechas de maíz, algodón y café. Por su parte, aproximadamente ciento veinticinco habitantes del municipio, involucrados en industrias textiles, viajan regularmente a Quetzaltenango, la cabecera departamental que representa el mayor centro comercial del altiplano occidental.

## División política
El municipio de Cajolá cuenta con varias comunidades, incluyendo una aldea, tres cantones, varios caseríos y sectores; en el centro de la cabecera municipal hay una escuela mixta, un colegio mixto, un instituto mixto por cooperativa y un centro de salud. 
| Categoría          | Nombre             | Caseríos |
| ------------------ | ------------------ | --- |
| Cabecera municipal | Cajolá             | La Loma, La Ciénaga, La Vista.                                                                                                |
| Aldeas             | Cajolá Chiquito    | Las Delicias, Los López, Los Vaíl                                                                                             |
| Cantones           | Cantón Xecol       | Los Molinas, Sector los Jiménez, Los Vásquez, Los Huiniles, Los Ramírez, etc.                                                 |
| Cantones           | Cantón Xetalbiljoj | La Cruz, Los Pérez Camacho, Los López, Los Menchos, La Cumbre, La Vista, Los Lucas, Los Vaíles, Buena Vista, La Reforma, etc. |

## Geografía física

### Clima
Este municipio es de clima frío, siendo su temperatura de 12 a 18 °C, y siendo su altura a 8.200 pies ingleses sobre el nivel de mar precipitación pluvial es de 1.000 a 2.000 mm/año. El clima varía con la altura, desde frío hasta templado y cálido. 

### Ríos
Piedra Blanca, Arenas, Río Seco, Tumuluá, Riachuelos Seco, Alónso, La Unión. 

### Orografía
Cuatro cerros y una montaña; los cerros son: El «Granizo», «Veinte Cruces», «Blonaje», «San Sija», «Tui'canla'k» (español: «Taza Dorada»). Por su parte, la montaña de Xetalbiljoj es comunal; esta última montaña es de gran importancia para el pueblo de Cajolá, pues ella los habitantes extraen leña para el consumo diario.
Estos cerros son visitados por pueblos circunvecinos y especialmente por sacerdotes indígenas para hacer sus ceremonias.

### Ubicación geográfica
Está situado en el altiplano occidental de Guatemala, que se extiende hasta la boca costa del Océano Pacífico.  Cajolá colinda con los siguientes municipios del departamento de Quetzaltenango:
- Norte: Sibilia (Quetzaltenango) y San Carlos Sija
- Oeste: Palestina de Los Altos
- Sur: San Juan Ostuncalco y San Miguel Sigüilá
- Este: San Francisco La Unión y Olintepeque[6]

|                               | Norte: Sibilia San Carlos Sija              |                                          |
| Oeste: Palestina de los Altos |                                             | Este: San Francisco La Unión Olintepeque |
|                               | Sur: San Juan Ostuncalco San Miguel Sigüilá |                                          |

## Gobierno municipal
Los municipios se encuentran regulados en diversas leyes de la República, que establecen su forma de organización, lo relativo a la conformación de sus órganos administrativos y los tributos destinados para los mismos.  Aunque se trata de entidades autónomas, se encuentran sujetos a la legislación nacional y las principales leyes que los rigen desde 1985 son:
| N.º | Ley                                                | Descripción |
| --- | -------------------------------------------------- | --- |
| 1   | Constitución Política de la República de Guatemala | Tiene una regulación legal específica para los municipios en los artículos 253 al 262. |
| 2   | Ley Electoral y de Partidos Políticos              | Ley de carácter constitucional aplicable a los municipios en el tema de la conformación de sus autoridades electas. |
| 3   | Código Municipal                                   | Decreto 12-2002 del Congreso de la República de Guatemala. Tiene la categoría de ley ordinaria y contiene preceptos generales aplicables a todos los municipios, e inclusive contiene legislación referente a la creación de los municipios.             |
| 4   | Ley de Servicio Municipal                          | Decreto 1-87 del Congreso de la República de Guatemala. Regula las relaciones entra la municipalidad y los servidores públicos en materia laboral. Tiene su base constitucional en el artículo 262 de la constitución que ordena la emisión de la misma. |
| 5   | Ley General de Descentralización                   | Decreto 14-2002 del Congreso de la República de Guatemala. Regula el deber constitucional del Estado, y por ende del municipio, de promover y aplicar la descentralización y desconcentración económica y administrativa.                                |

El gobierno de los municipios está a cargo de un Concejo Municipal mientras que el código municipal —ley ordinaria que contiene disposiciones que se aplican a todos los municipios— establece que «el concejo municipal es el órgano colegiado superior de deliberación y de decisión de los asuntos municipales […] y tiene su sede en la circunscripción de la cabecera municipal»; el artículo 33 del mencionado código establece que «[le] corresponde con exclusividad al concejo municipal el ejercicio del gobierno del municipio».
El concejo municipal se integra con el alcalde, los síndicos y concejales, electos directamente por sufragio universal y secreto para un período de cuatro años, pudiendo ser reelectos.
Existen también las Alcaldías Auxiliares, los Comités Comunitarios de Desarrollo (COCODE), el Comité Municipal del Desarrollo (COMUDE), las asociaciones culturales y las comisiones de trabajo. Los alcaldes auxiliares son elegidos por las comunidades de acuerdo a sus principios y tradiciones, y se reúnen con el alcalde municipal el primer domingo de cada mes, mientras que los Comités Comunitarios de Desarrollo y el Comité Municipal de Desarrollo organizan y facilitan la participación de las comunidades priorizando necesidades y problemas.

### Edificios municipales
El Municipio de Cajolá cuenta con dos edificios: la Municipalidad y la Auxiliatura Municipal.  Aparte de ellos, dispone de una Oficina de Empadronamiento, un Mercado municipal, y dos salones: el de usos múltiples y el de los cofrades.  Otras estructuras municipales son el quiosco y los locales municipales, un campo de fútbol, una cancha de básquetbol, y un rastro municipal —aunque este último se ha deteriorado considerablemente.[cita requerida]

### Alcaldes municipales
| Período   | Nombre                    | Breve descripción                                                | Período            | Nombre            | Breve descripción                                       |
| --------- | ------------------------- | ---------------------------------------------------------------- | ------------------ | ----------------- | ------------------------------------------------------- |
| 1938      | Mariano Mazariedos        | Intendente municipal durante el gobierno de Jorge Ubico          | 1939               | Rigobaldo Escobar | Intendente municipal durante el gobierno de Jorge Ubico |
| 1940      | Próspero Morales          | Intendente municipal durante el gobierno de Jorge Ubico          | 1941 Oscar Rabales |                   | Intendente municipal durante el gobierno de Jorge Ubico |
| 1942      | Miguel de León            | Intendente municipal durante el gobierno de Jorge Ubico          | 1943               | Efraín de León    | Intendente municipal durante el gobierno de Jorge Ubico |
| 1944      | Horacio de León           | Intendente municipal durante el gobierno de Jorge Ubico          | 1945-1946          | Andrés Lucas      | Alcalde durante los gobiernos revolucionarios           |
| 1946-1947 | Florencio López           | Alcalde durante los gobiernos revolucionarios                    | 1947-1949          | Pascual López     | Alcalde durante los gobiernos revolucionarios           |
| 1949-1952 | Eduviges López            | Alcalde durante los gobiernos revolucionarios                    | 1952-1954          | Pascual Vaíl      | Alcalde durante los gobiernos revolucionarios           |
| 1990-2004 | Hilario Aguilón Velásquez | Durante su gestión se escribió la monografía Historia de Cajolá. | 2012-2016          | Mario Mencho      |                                                         |

## Historia

### Tras la Independencia de Centroamérica
La constitución del Estado de Guatemala promulgada el 11 de octubre de 1825 —y no el 11 de abril de 1836, como numerosos historiadores han reportado incorrectamente — creó los distritos y sus circuitos correspondientes para la administración de justicia según el Código de Lívingston traducido al español por José Francisco Barrundia y Cepeda; Ostuncalco fue sede del circuito del mismo nombre en el distrito N.º 10 (Quezaltenango); a este circuito pertenecían también San Martín, Chiquirichapa, Sigüilá, Cajolá y Cabricán.

### El efímero Estado de Los Altos

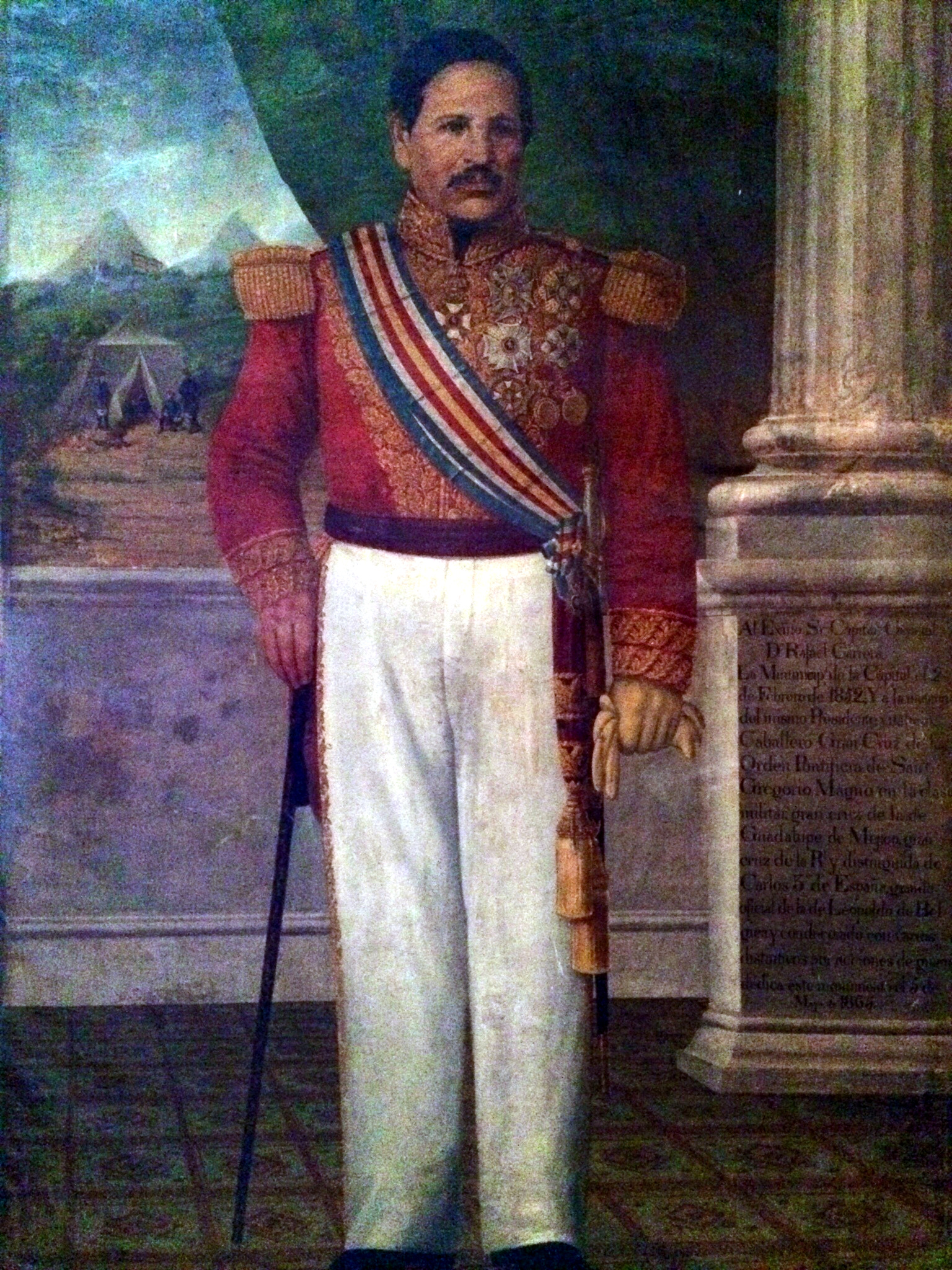
Retrato oficial del capitán general Rafael Carrera con la banda presidencial con los colores de la bandera de Guatemala instituida en 1858. En 1840 retomó por la fuerza el Estado de los Altos al que pertenecía Chiché y derrotó al presidente de la República Federal de Centro América, el general hondureño Francisco Morazán.

A partir del 3 de abril de 1838, Cajolá fue parte de la región que formó el efímero Estado de Los Altos y que forzó a que el Estado de Guatemala se reorganizara en siete departamentos y dos distritos independientes el 12 de septiembre de 1839:
- Departamentos: Chimaltenango, Chiquimula, Escuintla, Guatemala, Mita, Sacatepéquez, y Verapaz
- Distritos: Izabal y Petén[10]

La región occidental de la actual Guatemala había mostrado intenciones de obtener mayor autonomía con respecto a las autoridades de la ciudad de Guatemala desde la época colonial, pues los criollos de la localidad consideraban que los criollos capitalinos que tenían el monopolio comercial con España no les daban un trato justo.  Pero este intento de secesión fue aplastado por el general Rafael Carrera, quien reintegró al Estado de Los Altos al Estado de Guatemala en 1840 y pocos meses después derrotó contundentemente al presidente de la República Federal de Centro América, el general liberal hondureño Francisco Morazán en la Ciudad de Guatemala.

## Economía local
Maíz, trigo, fréjol, haba, árboles frutales, huerto, lana extraída del ganado lanar. Este Municipio se ha distinguido por la industria del carbón. No olvidando la cría de Aves. 

### Pobreza en el municipio
- Índice de pobreza humana: 30 %
- Índice de pobreza general: 40 %
- Índice de pobreza extrema: 56,71 %

Esto determina de cada tres personas que no pueden satisfacer sus necesidades o requerimientos nutricionales diarios, ni siquiera destinado la totalidad de sus ingresos a la compra de sus alimentos. La recesión económica y la inflación que sufre el país trae como consecuencia un fuerte deterioro del ingreso per cápita y de los salarios reales, así como elemento el desempleo y subempleo. El ingreso per cápita anual medio o promedio es de Q. 800.00, siendo esta una de las razones de la pobreza extrema en que vive la población.

## Servicios públicos
Las poblaciones más desarrolladas son:
- Cantón Xecol: cuenta con iglesia católica, el cementerio El Mirador, una escuela de dos niveles. El caserío más avanzado es el caserío «Los Molinas» que cuenta con una Escuela de Autogestión.
- Aldea Cajolá Chiquito: tiene una Escuela Rural Mixta, un salón de usos múltiples.
- Cantón Xetalbiljoj: posee un edificio escolar de segundo nivel, energía eléctrica y otros. El caserío «La Cruz» tiene un edificio escolar, al igual que el caserío «La Cumbre», el que también cuenta con una Escuela de Autogestión que tiene cinco maestros

### Salud
Se cuenta con el servicio de un Centro de Salud E.P.S. de Medicina enfermera auxiliar técnico en salud rural, Oficina de Correos y Telégrafos Agua Potable, Campos Deportivos, Servicios de Buses, Iglesia Parroquial, Energía Eléctrica y Bomberos Voluntarios que prestan servicio las 24 horas a todo el municipio.

### Educación
Se considera que el 91% de población de Cajolá es analfabeta; existen ocho escuelas : una escuela de la cabecera municipal denominada “25 de Junio” y escuelas en cada cantón, caserío, etc. En donde se imparten desde preprimaria, primero primaria hasta sexto primaria.
| Nivel      | Tipo                                   | Nombre                | Ubicación             |
| ---------- | -------------------------------------- | --------------------- | --------------------- |
| Primaria   | Escuela Oficial Urbana Mixta           | 25 de Junio           | Centro de Cajolá.     |
| Primaria   | Escuela Oficial Urbana Mixta           | Aldea Cajolá Chiquito |                       |
| Primaria   | Escuela Oficial Rural Mixta            | Caserío «Los Díaz»    | centro de Cajolá      |
| Primaria   | Escuela Oficial Rural Mixta            | N/A                   | Cantón Xecol          |
| Primaria   | Escuela Oficial Rural Mixta            | N/A                   | Caserío «Los Molinas» |
| Primaria   | Escuela Oficial Rural Mixta            | N/A                   | Cantón «Xetalbiljoj»  |
| Primaria   | Escuela Oficial Rural Mixta            | Caserío «La Cruz»     |                       |
| Primaria   | Escuela Oficial Rural Mixta            | Caserío «La Cumbre»   |                       |
| Secundaria | Colegio Privado Mixto                  | «El Adelanto»         | Cabecera Municipal    |
| Secundaria | Instituto Mixto por Cooperativa        | I.B.E.C.S.A.          | Cabecera Municipal    |
| Secundaria | Academia de Mecanografía               | «Tres de Mayo»        | Cabecera Municipal    |
| Secundaria | Instituto Nacional de Educación Básica | I.N.E.B.              | Cabecera Municipal    |
| Secundaria | Academia de Computación                | «Cajola del Futuro»   | Cabecera Municipal    |

## Recursos naturales

### Flora
Los principales árboles de la región son: pino, encino, roble madrón y pinabete.

### Fauna
Los animales silvestres son: armadillo, ardilla, venado, coyote, gato de monte, comadreja, taltuza, zorrillo, y conejos.

## Carreteras
Cuenta con cuatro carreteras transitables: la que conduce a San Juan Ostúncalco es asfaltada sobre una distancia de 8 km, la que conduce a La Esperanza es de terrasería con una distancia de 8 km, la que conduce al municipio de Sibilia es asfaltada con una distancia de 10 km, la que conduce al municipio de San Francisco La Unión es de terrasería con una distancia de 10 km. 

## Costumbres y tradiciones
Antiguamente las señoras de la localidad tenían que moler el maíz en piedra para hacer tortillas, y tenían que madrugar porque todos los varones viajaban a otros municipios a pie con sus cargas de carbón, tejamanila y caballos. Las cofradías se encuentran organizadas en diez Hermandades, ochota Comités, treinta distribuidos en sus cantones de Cajolá Chiquito, Los Díaz, Xecol., Xetalbiljoj y como paraje La Cruz.

### Festividades
Su feria se celebra el 1 a 3 de mayo de cada año, en el que la iglesia conmemora en honor al Patrono “Santo Niño de La Cruz”. Sus actividades que se realizan: Danzas Folclóricas en donde se ve diversidad de ventas como también se ve la presencia de los distintos municipios aledaños, Religiosos, deportivos, culturales y sociales.

### Gastronomía
Entre sus comidas favoritas está el Caldo de pata, caldo de res y como también el chirmol comúnmente es tomate y chile.

### Fiesta de Año Nuevo
El 31 de diciembre en la noche todos los nuevos Auxiliares y Alguaciles se reúnen en la casa de habitación del señor primer Auxiliar que va a entregar el cargo durante su periodo de un año y los señores integrantes de la Corporación Municipal llegan a visitar en la misma noche, y les expresa las Atribuciones del Alcalde Auxiliar que como deben de comportarse en el cargo que desempeñan durante el periodo de un año y luego los señores de la Corporación regresan y esperan en el Salón Municipal para la realización de los actos en cuanto a la Toma de Posesión y desde ese momento uno por uno tanto a los señores Auxiliares Salientes y Alguaciles así como los señores Auxiliares y Alguaciles entrantes pasan en frente para la entrega de la Vara Simbólica y el señor Chajal o Alguacil entrante, el señor alcalde Municipal lo Juramenta de Conformidad con los Artículos 65, 66 y 67 del Código Municipal Decreto Legislativo 58-88 del Congreso de la República de Guatemala.
Todos festejan la llegada del año nuevo y los Alcaldes Auxiliares de día llevan una botella de licor o aguardiente, dulces de toda clase, aguas gaseosas, algunos que no beben solo los dulces y ellos invitan a los ancianos e invitan al Ajyox y también se cuenta con la presencia del señor Alcalde Municipal y la Corporación Municipal para que se realice una ceremonia en agradecimiento a Dios por culminar un año y que todos sus compañeros están vivos y hacen entrega de la Vara Simbólica a los nuevos auxiliares. Y las esposas de los auxiliares y Alguaciles llevan comida en canastas, la comida preferida es el Caldío y todos conviven con sus familias en el mercado municipal de este municipio.
Esto es la costumbre o una tradición que se celebra a cada año nuevo con interpretaciones en marimba después de todos los actos que se llevan a cabo.